# Goes novus
Goes novus är en skalbaggsart som beskrevs av Henry Clinton Fall 1928. Goes novus ingår i släktet Goes och familjen långhorningar. Inga underarter finns listade i Catalogue of Life.